# Chaupi Orco
Chaupi Orco (kečuánsky Chawpi Urquje — prostřední kopec) je hora v Andách. Leží přímo na hranici mezi Bolívií a Peru, zhruba 240 kilometrů na severozápad od bolivijského hlavního města La Paz.
Její vyšší severní vrchol má výšku 6044 metrů, menší jižní má výšku 6000. Vrchol hory je celý rok pod sněhem. Prvovýstup se podařil v roce 1957 skupině ve složení Werner Karl, Hans Wimmer, Hans Richter.